# Паракератоз
Паракерато́з (лат. parakeratosis) — варіант кератинізації (ороговіння епідермісу), що характеризується наявністю ядер у кератиноцитах внаслідок порушення епідермальної диференціації клітин. У нормі паракератоз спостерігається на слизових оболонках. У шкірі паракератоз проявляється заміщенням без'ядерних кератиноцитів на кератиноцити з ядрами.

## Патогенез
Паракератоз утворюється внаслідок порушення зроговіння, що призводить до збереження пікнотичних ядер в клітинах епідермісу. Він може бути результатом незакінченого диференціювання постмітотичних зародкових клітин. Крім цього даний процес може виникати внаслідок скорочення часу переходу, що не дозволяє клітинам епідермісу завершити увесь процес диференціювання (наприклад, при псоріазі). Тим не менше при травмі, при мікроскопії, менше ніж через 30 хвилин, паракератоз не ітерпретується як порушення диференціювання, а швидше за все, він являє собою результат клітинних уражень життєздатного епідермісу, що вже немає свого захисного шару.
Таким чином, паракератоз означає як запрограмоване порушення диференціації та дозрівання кератиноцитів, так і пряме клітинне ураження.

## Клінічні приклади
- Псоріаз, червоний плоский лишай.